# Лібертад Ламарке
Ліберта́д Лама́рке (ісп. Libertad Lamarque, нар. 24 листопада 1908, Росаріо, Аргентина — пом. 12 грудня 2000, Мехіко, Мексика) — аргентинська акторка і співачка, яка значну частину свого життя прожила у Мексиці.

## Біографія
Лібертад Ламарке народилася 24 листопада 1908 року у місті Росаріо і була десятою дитиною у небагатій родині.
Семирічною Лібертад почала грати у театральних виставах, переважно пов'язаних з громадською діяльністю її батька анархо-синдикаліста. Також брала активну участь у різноманітних карнавалах, дитячих театральних конкурсах і фестивалях, завоювавши декілька нагород і премій. У 15 років Лібертад з братом у складі невеличкої театральної трупи вирушила у турне провінцією Буенос-Айрес, де її спів і гра мали великий успіх.
1924 року Лібертад Ламарке з матір'ю переїхала до Буенос-Айреса, де отримала роботу у Театрі Ель Насьйональ. Паралельно брала уроки акторської майстерності, які оплатив директор театру.
1925 року Ламарке обрали, щоб вона разом з Флоренсіо Парравісіні заспівали танго на зустрічі Едуарда VIII, який відвідував Аргентину.

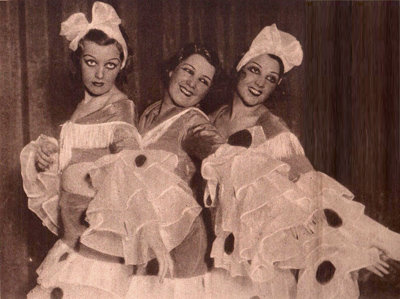
Л. Ламарке (у центрі) у часи роботи у театрі Майпо (1933)

1926 року відбувся дебют Лібертад Ламарке на радіо і вона підписала контракт з фірмою звукозапису RCA Victor на запис свого першого диску. Завдяки цьому Ламарке стала однією з перших співачок у жанрі танго, які стали популярними у 1920-х роках. 1931 року вона отримала звання королеви танго у голосуванні, організованому муніципалітетом Буенос-Айреса.
1926 року акторка вийшла заміж за співробітника театру Еміліо Ромеро, якому наступного року народила дочку.
Її дебют у кіно відбувся 1930 року у німому фільмі «Прощавай, Аргентино», де вона зіграла головну роль. Паралельно вона продовжувала працювати у театрі до 1933 року. 1933 року зіграла у першому аргентинському звуковому фільму «Танго!» разом з Тітою Мерельйо. Наступного року отримала звання Місс Радіо від журналу Sintonía. 

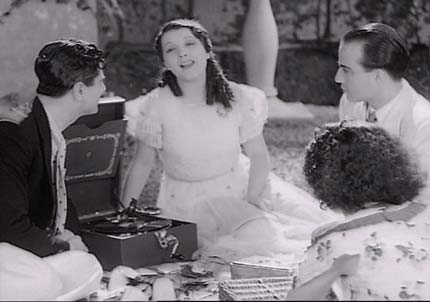
Лібертад Ламарке у фільмі «Допоможи мені жити» (1936)

Її визнання як талановитої мелодраматичної акторки відбулося після головної ролі у стрічці «Душа бандонеона» (1935). Після цього вона знялася у фільмах «Допоможи мені жити» (1936), «Закон, що забули» (1937), «Чарівні поцілунки» (1938), які принесли її популярність в Аргентині і Латинській Америці загалом. За свою роботу у «Закритих дверях» (1939) вона отримала нагороду Загребського кінофестивалю як найкраща іноземна актриса.
Завдяки цьому успіху Лібертад Ламарке отримала пропозицію від Paramount Pictures підписати контракт, за яким вона мала протягом семи років зніматися лише у фільмах цією студії. Ламарке відмовилася, оскільки на той час в Аргентині вже мала шалену популярність.
1935 року Лібертад Ламарке розлучилася зі своїм чоловіком Еміліо Ромеро, з яким була нещасливою у шлюбі через його пристрасть до алкоголю та азартних ігор. Останньою крапкою у стосунках пари стала спроба самогубства, яку акторка здійснила у Чилі, де намагалася викинутися з вікна готелю. Попри розлучення, пара ще довго судилася між собою і судова тяганина завершилася лише 1945 року зі смертю Ромеро.
За контрактом зі студією San Miguel Лібертад Ламарке знялася у двох комедіях: «Затемнення сонця» (1942) і «Романс» (1946). Третім фільмом, у якому Ламарке знялася для цєї студії, був «Кінець ночі» (1944). Дія стрічки відбувалася у часи Другої світової війни у Франції, а сюжет розгортався навколо протистояння руху опору нацистському окупаційному уряду. Через негативний образ нацистів кіно викликало незадоволення посольства Німеччини в Аргентині і було знято тодішнім урядом Аргентини з прокату.
1944 року Ламарке пожертвувала значну суму грошей на допомогу постраждалим від землетрусу у Сан-Хуані.
1945 року Лібертад Ламарке вдруге вийшла заміж за музиканта Альфредо Малербу.

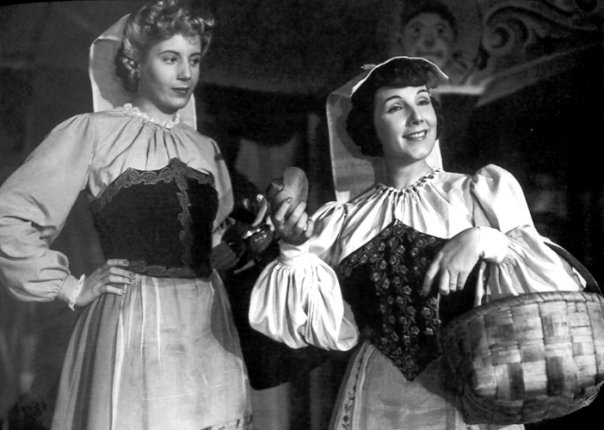
Ева Дуарте і Лібертад Ламарке на зйомках фільму «Кавалькада цирку» (1945)

Після сварки з акторкою, а згодом першою леді Аргентини, Евою Дуарте на зніманні фільму «Кавалькада цирку» (1945), Лібертад Ламарке мусила поїхати з Аргентини.
1947 року вона вирушила у концертне турне країнами Латинської Америки, де відвідала Кубу, Домініканську Республіку, Пуерто-Рико, Венесуелу, Мексику, Гватемалу, Гондурас, Сальвадор, Нікарагуа, Коста-Рику, Панаму і заробила рекордну на той час суму грошей.
Оскільки вона була небажаною персоною в Аргентині, то змушена була разом з чоловіком переїхати до Мексики. Там вона знялася у багатьох стрічках, як-от «Інша весна» (1949), «Тривожність» (1952), «Музична школа» (1955), «Гріх матері» (1960), і швидко завоювала популярність.
У 1960-х роках знялася у фільмі «Такою була моя мати» в Іспанії, а також зіграла роль у спектаклі «Гелло, Доллі!» в Аргентині, який мав значний успіх. У цей же час вона була частою гостею на аргентинському телебаченні, що принесло їй новий виток популярності у цій країні.

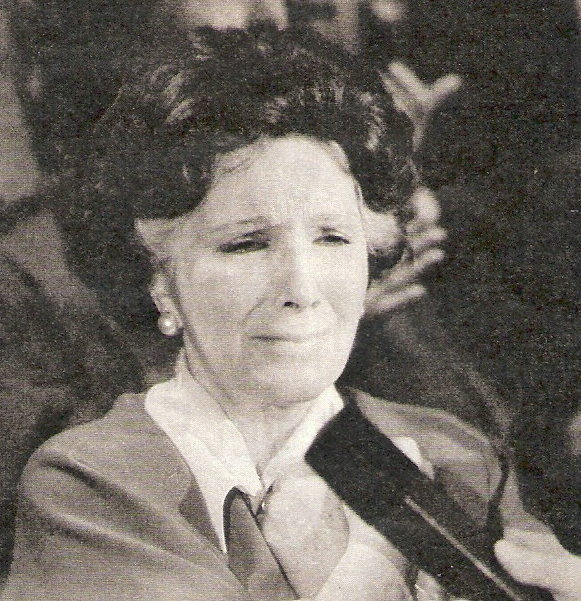
Лібертад Ламарке (1982)

1978 року Лібертад Ламарке завершила кар'єру у кіно, присвятивши себе танго і телебаченню, де знялася у низці телесеріалів спочатку у Венесуелі, а потім у Мексиці.

1982 року вона переїхала до Маямі, але продовжувала часто відвідувати Мексику й Аргентину, де активно працювала у театрі та на телебаченні, відвідувала кінофестивалі та отримувала численні почесні звання та нагороди.
1986 року акторка опублікувала у Буенос-Айресі власну автобіографічну книгу.
1990 року Лібертад Ламарке отримала звання почесної громадянки міста Буенос-Айреса, а 1991 року — міста Росаріо.
Ламарке записала свій останній диск у 89 років і продовжувала зніматися до самої смерті. На зйомках телесеріалу «Ангельське личко» їй стало погано і її госпіталізували з діагнозом пневмонія. Лібертад Ламарке померла 12 грудня 2000 року у Мехіко. Її тіло було кремовано, а попіл розвіяний над затокою Біскейн.

## Фільмографія

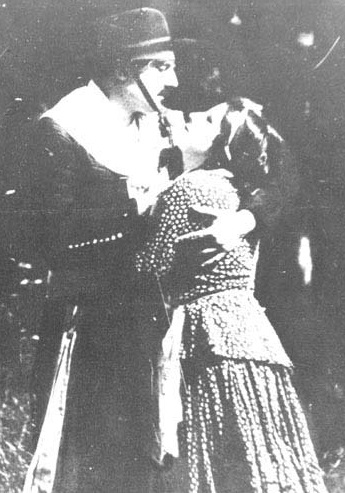
Лібертад Ламарке у фільмі «Прощавай, Аргентино» (1930)

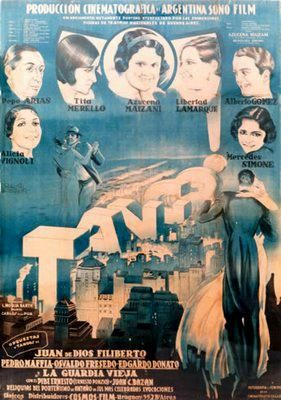
Постер фільму «Танго!» (1933)

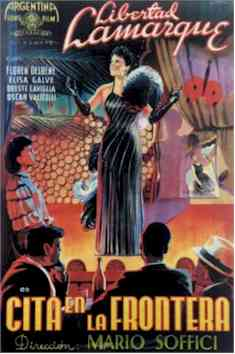
Постер фільму «Зустріч на кордоні» (1940)

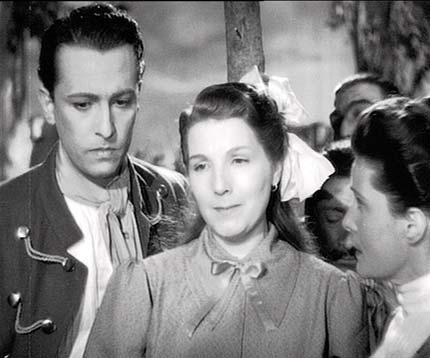
Лібертад Ламарке у фільмі «Кавалькада цирку» (1945)

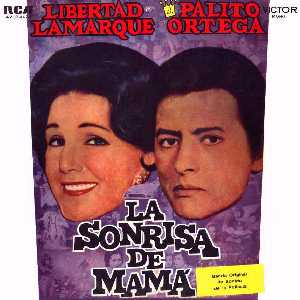
Постер фільму «Посмішка мами» (1972)

За час професійної кар'єри Лібертад Ламарке знялася у 65 кінострічках (43 у Мексиці, 21 в Аргентині, 1 в Іспанії), а також 6 телесеріалах. Найчастіше вона знімалася у кінофільмах таких жанрів як мюзикл, мелодрама і комедія. У більшості фільмів вона виконує пісні у жанрі танго, через що деякі автори навіть виділяють їх в окремий жанр танго-опери.
| Рік       |   | Українська назва                    | Оригінальна назва                   | Роль                  |
| --------- | - | ----------------------------------- | ----------------------------------- | --------------------- |
| 1930      | ф | Прощавай, Аргентино                 | Goodbye Argentina                   |                       |
| 1933      | ф | Танго!                              | ¡Tango!                             |                       |
| 1935      | ф | Душа бандонеона                     | The Soul of the Accordion           |                       |
| 1936      | ф | Допоможи мені жити                  | Help Me to Live                     |                       |
| 1937      | ф | Чарівні поцілунки                   | Bewitching Kisses                   |                       |
| 1938      | ф | Жимолость                           | Madreselva                          |                       |
| 1938      | ф | Закон, про який забули              | The Law They Forgot                 |                       |
| 1939      | ф | Стежка слави                        | Caminito de Gloria                  |                       |
| 1939      | ф | Закриті двері                       | Puerta cerrada                      |                       |
| 1940      | ф | Зустріч на кордоні                  | Cita en la frontera                 |                       |
| 1940      | ф | Будинок спогадів                    | La casa del recuerdo                |                       |
| 1941      | ф | Один раз у житті                    | Una vez en la vida                  |                       |
| 1942      | ф | У старому Буенос-Айресі             | En el viejo Buenos Aires            |                       |
| 1942      | ф | Я знав цю жінку                     | Yo conocí a esa mujer               |                       |
| 1943      | ф | Затемнення сонця                    | Eclipse de sol                      |                       |
| 1944      | ф | Кінець ночі                         | El Fin de la noche                  |                       |
| 1945      | ф | Кавалькада цирку                    | La Cabalgata del Circo              |                       |
| 1947      | ф | Велике казино                       | Gran Casino                         |                       |
| 1947      | ф | Романс                              | Romance musical                     |                       |
| 1947      | ф | Самотність                          | Soledad                             |                       |
| 1948      | ф | Дама з вуаллю                       | La dama del velo                    |                       |
| 1949      | ф | Інша весна                          | Otra primavera                      |                       |
| 1950      | ф | Сліди минулого                      | Huellas del pasado                  |                       |
| 1950      | ф | Маркіза нашого району               | La marquesa del barrio              |                       |
| 1951      | ф | Жінка без сліз                      | Woman Without Tears                 |                       |
| 1951      | ф | Божевільна                          | La loca                             |                       |
| 1951      | ф | Я досі тебе чекаю                   | Te sigo esperando                   |                       |
| 1952      | ф | Забуті обличчя                      | Rostros olvidados                   |                       |
| 1953      | ф | Якщо повернешся до мене             | Si volvieras a mí                   |                       |
| 1953      | ф | Негідниця                           | La infame                           |                       |
| 1953      | ф | Репортаж                            | Reportaje                           |                       |
| 1953      | ф | Ніколи не пізно кохати              | It Is Never Too Late to Love        |                       |
| 1953      | ф | Тривожність                         | Anxiety                             |                       |
| 1953      | ф | Не забувай жити                     | Remember to Live                    |                       |
| 1954      | ф | Коли я піду                         | When I Leave                        |                       |
| 1955      | ф | Мадам X                             | Madame X                            |                       |
| 1955      | ф | Музична школа                       | Escuela de música                   |                       |
| 1955      | ф | Історія одного кохання              | Historia de un amor                 |                       |
| 1955      | ф | Музика в усі часи                   | Música de siempre                   |                       |
| 1955      | ф | Золоті весілля                      | Bodas de oro                        |                       |
| 1956      | ф | Небеса                              | Bambalinas                          |                       |
| 1957      | ф | Жінка, яка не мала дитинства        | La mujer que no tuvo infancia       |                       |
| 1957      | ф | Мої батьки розлучаються             | Mis padres se divorcian             |                       |
| 1958      | ф | Кілька чарок                        | A Few Drinks                        |                       |
| 1958      | ф | Ти дізнаєшся, що я тебе кохаю       | Sabrás que te quiero                |                       |
| 1958      | ф | Лелека каже, що так                 | La cigüeña dijo si                  |                       |
| 1959      | ф | Я, грішник                          | Yo, pecador                         |                       |
| 1960      | ф | Вірю у тебе                         | Creo en ti                          |                       |
| 1960      | ф | Кохання серед тіней                 | Love in the Shadows                 |                       |
| 1960      | ф | Гріх матері                         | El pecado de una madre              |                       |
| 1961      | ф | Чудовий спогад                      | Lovely Memory                       |                       |
| 1962      | ф | Небо і земля                        | El cielo y la tierra                |                       |
| 1963      | ф | Пісня душі                          | Canción del alma                    |                       |
| 1964      | ф | Співай, моє серце                   | Canta mi corazón                    |                       |
| 1964      | ф | Діти, про яких я мріяла             | Los hijos que yo soñé               |                       |
| 1966      | ф | Колискова бога                      | Arrullo de Dios                     |                       |
| 1968      | ф | Щедрий син                          | El hijo pródigo                     |                       |
| 1970      | ф | Білі троянди для моєї чорної сестри | Rosas blancas para mi hermana negra | Лаура                 |
| 1970—1971 | с | Есмеральда                          | Esmeralda                           |                       |
| 1971      | ф | Сьогодні мені снився Бог            | Hoy he soñado con Dios              |                       |
| 1972      | ф | Посмішка мами                       | La sonrisa de mamá                  |                       |
| 1973      | ф | La loca de los milagros             | La loca de los milagros             |                       |
| 1973      | ф | Чорний - красивий колір             | Negro es un bello color             |                       |
| 1975—1975 | с | Мама                                | Mama                                |                       |
| 1978      | ф | Мама нареченої                      | La Mamá de la novia                 |                       |
| 1959—1981 | с | Соледад                             | Soledad                             | Соледад               |
| 1983—1983 | с | Кохана                              | Amada                               |                       |
| 1996      | ф | До серця                            | Al Corazón                          |                       |
| 1998—1998 | с | Узурпаторка                         | La usurpadora                       | донья П'єдад де Брачо |
| 2000—2001 | с | Ангельське личко                    | Carita de ángel                     |                       |

## Музична творчість
Лібертад Ламарке мала сопрано з діапазоном октав від C4 до A5. З 1926 по 1997 роки вона співпрацювала зі студією звукозапису RCA Victor, де записала понад 400 пісень (за іншими даними — 800), виданих переважно як сингли. У її репертуарі переважало танго, але вона виконувала також і болеро, вальси, самбу, румбу, ранчеру. Найвідоміші її записи:
- 1926 — «Gaucho sol»
- 1926 — «Chilenito»
- 1927 — «Botellero» / «Mi Caballo Jerezano»
- 1928 — «Mate Amorgo» / «Idilio Trunco»
- 1929 — «La Dolores» / «Tanita De La Proa»
- 1929 — «Sol De Mi Tierra» / «No Seas Asi»
- 1930 — «El Niño De Las Monjas» / «Doña Nicanora»
- 1930 — «No Has Perdido La Veguenza» / «Goya»
- 1943 — «Soñar Y Nada Mas» / «Tristeza Marina»
- 1958 — «Delicias Musicales (Volumen II)»
- 1962 — «Chansons Du Film Mon Ami Joselito»
- 1969 — «Ayúdame A Vivir / Caminito / Besos Brujos / Madreselva»
- 1969 — «Libertad Lamarque Canta Los Tangos De Agustín Lara»
- 1973 — «Somos Novios»
- 1977 — «Los Tangos de Agustin Lara»
- 1985 — «Delicias Musicales»
- 1986 — «Libertad Lamarque Sings Songs Of Maria Grever»
- 1990 — «En 1988 !Canta Asi!»

## Нагороди
- 1940 — Загребський кінофестиваль — Найкраща іноземна акторка (за фільм «Закриті двері»)[8]
- 1951 — номінація на премію Аріель — Найкраща акторка (за фільм «Інша весна»)[9]
- 1953 — номінація на премію Аріель — Найкраща акторка (за фільм «Божевільна»)[9]
- 1955 — номінація на премію Аріель — Найкраща акторка (за фільм «Коли я піду»)[9]
- 1978 — премія президента Венесуели за внесок у латиноамериканську культуру[5]
- 1980 — кінопремія «Вибір критиків»[5]
- 1985 — премія Конекс — Найкраща співачка танго[10]
- 1989 — премія фестивалю у Сан-Себастьяні
- 1989 — театральна премія Цезар
- 1989 — відкриття зірки Лібертад Ламарке на бульварі Латиноамериканських зірок у Маямі
- 2000 — премія золотий Аріель за досягнення у кіномистецтві[11][9]

## Визнання
Іменем Лібертад Ламарке було названо вулиці у містах Самора-де-Ідальго, Тіхуана і Вікторія-де-Дуранго.
2008 року до сторіччя з дня народження акторки в Аргентині відбулася ретроспектива фільмів з її участю.
2009 року співачка і танцівниця Victoriángeles презентувала музичну комедію «Tributo a Libertad Lamarque», засновану на автобіографії Ламарке. 2011 року спектакль «Homenaje a Libertad Lamarque», який поставив Хуан Морено у Маямі, здобув премію Miami Life Awards.